# Jan Långben spelar på toto
Jan Långben spelar på toto (engelska: They're Off) är en amerikansk animerad kortfilm med Långben från 1948.

## Handling
Filmens handling kretsar kring en hästkapplöpning och totospel och med Långben i rollerna som experten som vet vem man ska satsa på och amatören som däremot väljer någon slumpmässigt. Loppet blir dock jämnt och vinnaren måste utses genom en granskning av målfotot.

## Om filmen
Filmen hade svensk premiär den 2 oktober 1950 på biografen Spegeln i Stockholm.
Filmen har givits ut på VHS och finns dubbad till svenska.

## Rollista
- Pinto Colvig – Långben[7]